# Dionisio Aguado
Pour les articles homonymes, voir Aguado.
Dionisio Aguado y García (né le 8 avril 1784 à Madrid et mort dans cette même ville le 29 décembre 1849) est un guitariste classique, pédagogue et compositeur espagnol.

## Biographie
Il prend ses premières leçons de musique avec le Padre Basilio (Miguel García), puis avec Manuel Garcia, un ténor espagnol réputé. 
Dionisio Aguado est un guitariste virtuose. En 1825, il se rend à Paris, il y fait la connaissance de Fernando Sor, avec lequel il se lie d'amitié, ils joueront en duo. Il est remarqué par Rossini et Paganini. 
Il retourne en Espagne en 1838 et se réinstalle à Madrid. 
Dionisio Aguado est principalement connu comme l'auteur d'une méthode pour guitare, Nuevo Método para Guitarra, publiée à Madrid en 1843, contenant de nombreuses études. Il a composé également de nombreuses pièces brèves, telles que des menuets et des valses.

## Principaux élèves
- Julián Arcas
- Josep Brocà i Codina

## Œuvres

### Avec numéros d'opus
- Op. 1 : [Douze valses]
- Op. 2 : [Trois Rondo brillants]
- Op. 3 : [Huit petites pièces]
- Op. 4 : [Six petites pièces]
- Op. 5 : [Quatre Andantes et quatre Valses]
- Op. 6 : [Nuevo Método de Guitarra]
- Op. 7 : [Valses faciles]
- Op. 8 : [Contredanses et valses faciles]
- Op. 9 : [Contredanses non difficiles]
- Op. 10 : [Exercices faciles et très utiles]
- Op. 11 : [Les favorites - Huit contredanses]
- Op. 12 : [Six menuets & Six valses]
- Op. 13 : [Morceaux agréables non difficiles]
- Op. 14 : [Dix petites pièces non difficiles]
- Op. 15 : [Le menuet Affandangado]
- Op. 16 : [Le Fandango varié]

✓

### Sans numéro d'opus
- Allegro
- Colección de Andantes Valses y Minuetos
- Douze walses, une marche militaire et un thème varié
- Colección de Estudios (Madrid, 1820)
- Gran Solo de Sor (*Op.14) arr. par Aguado
- La guitare enseignée par une méthode simple (c.1836).
- La guitare fixée sur le Tripodison ou Fixateur (c.1836)
- Muestra de Afecto y Reconocimiento (seis valses)
- Nuevo Método para Guitarra (Madrid, 1843).
- Valses caractéristiques
- Variaciones
- Variaciones brillantes

## Enregistrements
- Dionisio Aguado (Trois rondo brillants, op. 2 ; Le menuet affandangado, op. 15 ; 12 estudios ; Le fandango varié, op. 16), Lorenzo Micheli, guitare, Stradivarius (2000)
- Spanish music for 6-course guitar around 1800, œuvres de Salvador Castro de Gistau, Isidro de Laporta, Federico Moretti, Antonio Abreu et Dionisio Aguado (Le Fandango varié, op. 16), Thomas Schmitt, guitare, Centaur (2012)
- Duo Imbesi Zangarà, Tocando en Dos  works by Julian Arcas, Francisco Tarrega, Dionisio Aguado, performed by Carmelo Imbesi e Carmen Zangarà, Classical Music 3.0, 2022

## Partitions gratuites
- (fr) Dionisio Aguado: biographie et partition pour guitare classique
- (fr) Partitions pour guitare du domaine public. Dionisio Aguado
- (fr) Dionisio Aguado : biographie, catalogue des œuvres et partitions pour guitare
- (fr) Dionisio Aguado – Integrale pour guitare classique sur Classical Guitar Library